# Jaroslav Pollert (1943)
Jaroslav Pollert (* 16. srpna 1943) je český profesor a bývalý československý reprezentant v kanoistice, mistr světa ve slalomu na divoké vodě.
Na mistrovství světa získal tři zlaté medaile v závodech hlídek v letech 1961 a 1965 a v roce 1973 v závodě deblkanoí s Jiřím Krejzou, v hlídkách přidal ještě stříbro. Po skončení kariéry se stal sportovním funkcionářem. V letech 1990–1992 byl předsedou Československého svazu kanoistiky, v letech 2006–2014 předsedou Českého svazu kanoistiky (ČSK), v současné době je čestným předsedou ČSK - sekce divoká voda. Od roku 1990 je nepřetržitě členem výkonného výboru Československého a následně Českého olympijského výboru. V roce 2015 se stal místopředsedou Evropské kanoistické asociace a o čtyři roky později pozici obhájil.
Pracuje jako pedagog na Fakultě stavební ČVUT, kde se specializuje na hydrodynamiku. V roce 1992 se stal docentem a v roce 1994 profesorem. Spolu se svým synem Jaroslavem se podílel na navrhování nových kanálů pro vodní slalom, např. pro Letní olympijské hry 2020 v Tokiu.
28. října 2017 ho prezident Miloš Zeman vyznamenal medailí Za zásluhy.
Pochází z rodiny Pollertů, kde jeho děda Emil Pollert byl český operní pěvec. Mistrem světa ve vodním slalomu je jeho syn Jaroslav Pollert, olympijským vítězem synovec Lukáš Pollert, dcera Adéla Pollertová se věnovala baletu.